# プルデン
プルデン（Pruden）ことプルデンシオ・サンチェス・エルナンデス（Prudencio Sánchez Hernández、1916年9月1日 - 1998年2月2日）は、スペイン・バビラフエンテ出身の元サッカー選手。ポジションはフォワード。

## クラブ経歴
1939-40シーズン、UDサラマンカにてプロデビュー。翌シーズンにアトレティコ・マドリードへと移籍すると、いきなりリーグ戦33ゴールを叩き出し、ラ・リーガ得点王の座を勝ち取った。プルでんの活躍もあり、アトレティコ・マドリードは昨シーズンのリーグ優勝と合わせてクラブ史上初のリーグ2連覇を達成した。
しかし、マドリードの環境に適応できず、わずか1シーズンで自身が育ったクラブであるUDサラマンカに復帰した。当時サラマンカはセグンダ・ディビシオンに在籍していたが、プルデンは2シーズン連続で2桁ゴールを記録するなど奮闘。だが奮闘虚しくサラマンカは1942-43シーズンにテルセーラ・ディビシオンへと降格してしまった。
1943年、6年間もタイトルから遠ざかっていたレアル・マドリードに移籍した。最初の2シーズンは結果が出せずにいたが、3シーズン目から徐々にその実力を取り戻し、1945-46シーズンは22ゴール、1946-47シーズンは20ゴールと得点を量産した。レアル・マドリードもプルデンが活躍したこの2シーズンの間にコパ・デル・レイを2連覇している。1949-50シーズン終了後、現役を引退した。

## 人物
- レアル・マドリード時代、ストライカーとして活躍したが、決めた得点の多くは泥臭いものが多く、決して美しいものではなかった。そのため、試合後のユニフォームはいつも茶色に染まっていた[2]。

## タイトル

### クラブ
アトレティコ・マドリード
- ラ・リーガ : 1回 (1940-41)

レアル・マドリード
- コパ・デル・レイ : 2回 (1945-46,1946-47)
- コパ・エバ・ドゥアルテ : 1回 (1947-48)